# 部屋

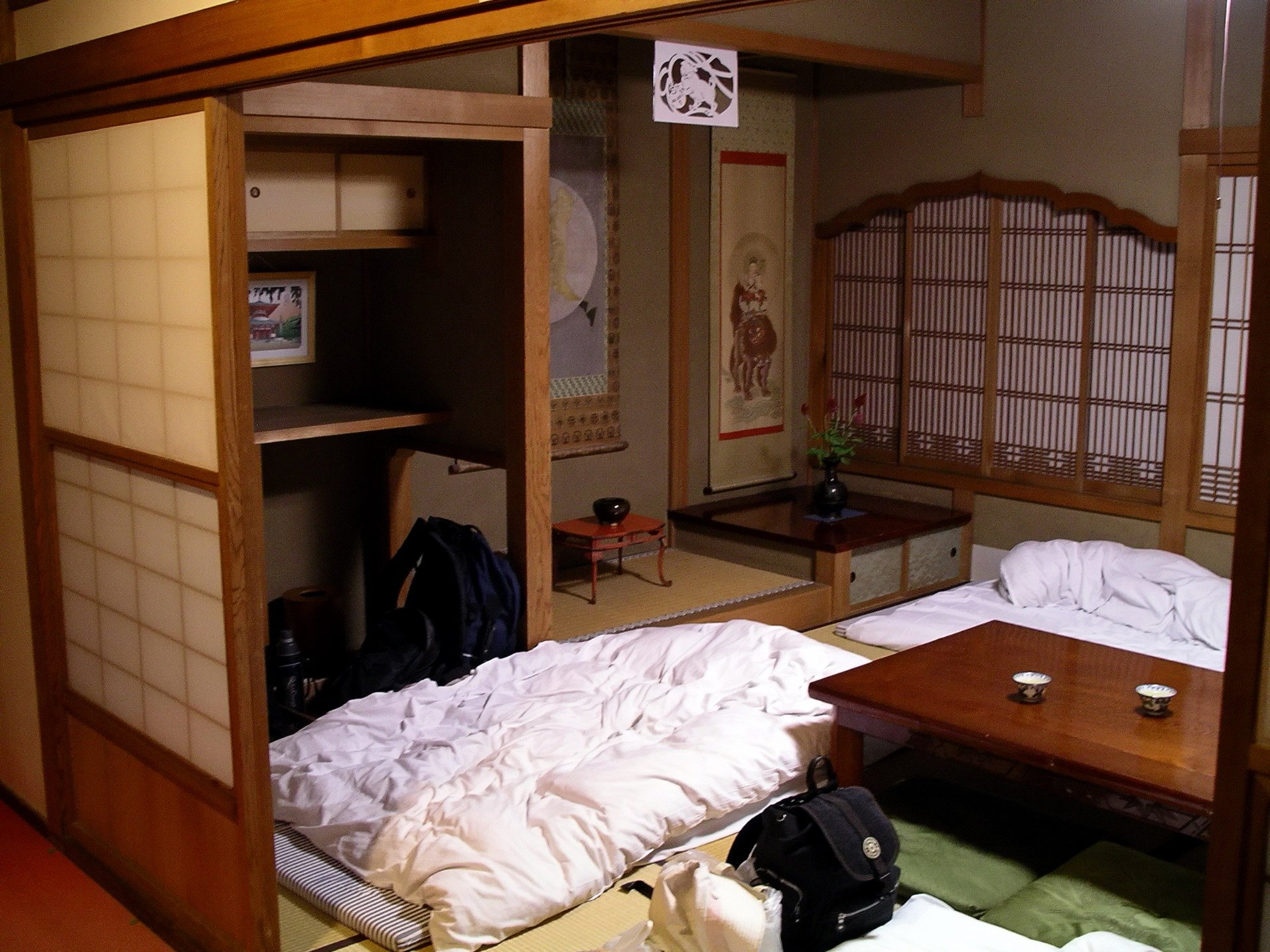
日本のユースホステルの部屋の一例

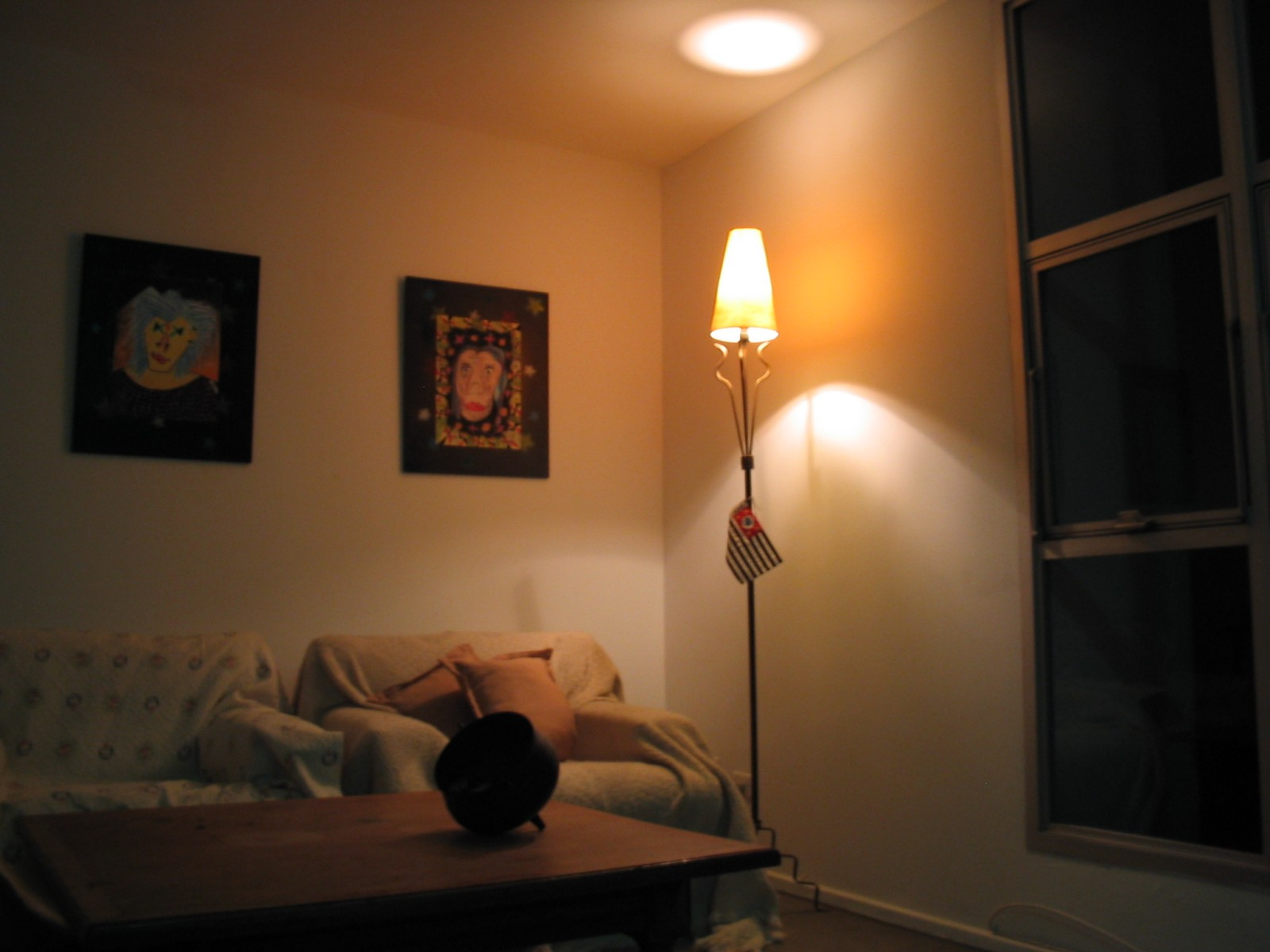
居間

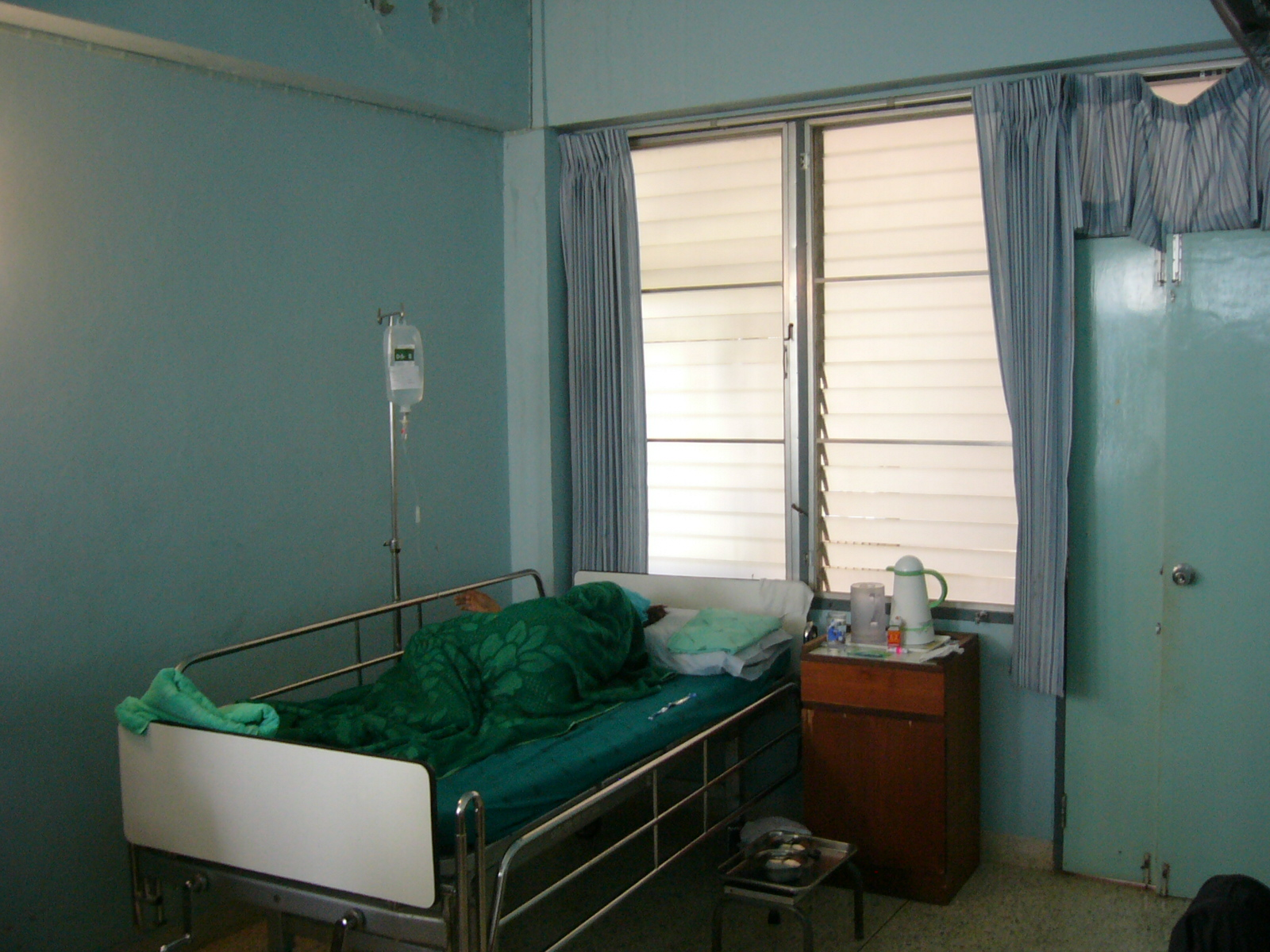
病院の病室

部屋（へや）とは、壁、間仕切り、襖、床、天井などで仕切られ、生活の場などに用いられる、住居などの建物内部の隔てられた空間の区画。部屋の中を室内、外を室外という。
すべての部屋が生活の場であるわけではなく、車庫、厩舎、物置部屋のようなものもあれば、玄関、廊下、風呂、便所のように敢えて部屋とは呼ばない箇所も含む。なお、船上では通常「部屋」とは言わず、「キャビン」「船室」などの名称で呼ぶ。
部屋には通常、出入りをするための扉があり、自然光や外気を室内に取り込むための窓を持っていることが多い。
アパートやホテルなどでは、一つの空間の部屋複数を単位としても部屋という。

## 部屋の種類
- その用途から
  - 居間
  - 台所
  - 浴室
  - 寝室
  - 物置部屋
  - 食堂
  - 仕事部屋
  - 書斎
  - 子供部屋
  - 仏間
  - セーフルーム
  - 座敷牢
  - 管理人室
  - 厨房
  - 客室
    - ホテルの部屋
    - VIPルーム

  - 病室
    - 無菌室

  - 新生児室
  - 診察室
  - 処置室
  - 手術室
  - 分娩室
  - 集中治療室
  - 待合室
  - 控え室
    - 楽屋

  - 更衣室
  - 休憩室
  - 喫煙室
  - 会議室
  - 応接室
  - 教室
  - 図書室
  - 部室
  - 保健室
  - 執務室
  - 職員室
  - 校長室
  - 取調室
  - 接見室
  - 実験室
  - 防音室
  - スタジオ
  - クリーンルーム
  - 警備室
  - たこ部屋
  - ショールーム
  - 隠し部屋
- その場所から
  - 地下室
  - 屋根裏部屋
  - ペントハウス
  - サーバールーム（データセンター）
  - サンルーム
  - 次の間

### 居室
日本の建築基準法では「居住、執務、作業、集会、娯楽その他これらに類する目的のために継続的に使用する室」と定義されている。天井高、採光、換気などの規定がある。 
住宅では、台所、ダイニングルーム、居間、寝室、個室、和室など。

## 住宅以外の部屋
住宅以外でも建物、乗り物の中の特定用途に限定して、他から区別して設けられた空間に「部屋」という呼び名が付けられる。会社、事業所では、事務室、執務室、社長室など。乗り物でも、操縦室、操舵室、客室など。そのほかの特殊なものでは、霊安室、映写室、会見室など。
なお、会社、事業所、学校などの部屋の入り口には室名札が取り付けられていることが多い。

## 逸話
- 「へっぴりよめご」「屁ひり女房」という昔話では、オチで「屁をするために、使うから部屋と言うようになった」と言われている[2]。

## 慣用句
- 牛部屋の吹き矢（うしべやのふきや）- 牛舎で吹き矢を吹き誤ると、牛たちが興奮して何をしでかすか分らないので、ことに及ぶには慎重に行動すべしとのたとえ。
- 室に入りて戈を操る（しつにいりてほこをあやつる）- 他人の部屋に入って、その住人の戈を使って乱暴狼藉の限りを尽くす。転じて、相手の主張を逆手にとって、攻撃を仕掛けること。